# 海军基地
海軍基地（英語：Naval Base）有兩種含義：一是泛指海軍的軍事基地；二是某些國家或地區（如蘇聯、中國大陸）的海軍艦隊下轄之建制單位。

## 海军的军事基地
是指能給予軍艦提供補給、保護與維修的軍事基地。海軍基地由岸防兵所駐守，內有防空武力、通信設備、多項工程機具、大量後勤資源、設施與造船廠。
- 美國海軍設於橫須賀基地內的造船廠
- 日本海上自衛隊的舞鶴基地（日语：舞鶴基地）
- 法國海軍的留尼旺軍港

## 海军的建制单位
担负所辖海区独立作战任务，并为辖区内海军兵力提供保障的海军建制单位。按职责可分为作战和保障双重任务的综合性基地，以及某种特定任务的专业性基地。例如，中国海军与苏联海军都设有专门的核潜艇海军基地。
由于海军基地是舰队的主要依托和根据地，海军基地需要可靠严密的对海、对空、对陆防御能力，因此一般根据任务需要设有舰艇部队、岸防部队、防空部队、勤务部队等。

### 海军基地（中國人民解放軍）
中國人民解放軍的海軍基地，正军级，内设司令部、政治部、后勤部、装备（修理）部，下设水警区、舰艇支队、岸防部队、勤务保障部队等。海军基地隶属于舰队。

### 海军基地与海军要港司令部（中华民国海军）
海军要港司令部负责所辖海区防御作战、勤务保障和军港管理的建制单位。
1912年，中华民国南京临时政府设立上海要港司令处，隶属于海军部。
1914年，北洋政府海军部组建海军军港司令部，海军军港司令林颖启，旋即病逝。
要港司令代表海军部长指挥、监督、管理辖区内所有海军单位，为本区海军最高长官。要港司令部设轮机、港务、军械、军需等课，下辖要塞炮兵总台、无线电台、港务局、监狱等单位。其任务是：
- 筹划港口、水道的建设、管理；
- 组织实施水面和陆上防御，
- 指挥驻泊港内的舰艇、陆战队，
- 临时发布戒严令；
- 负责战时后勤保障、物资供应；
- 平时担负辖区附近地方警备事务，维护军纪风纪；
- 监督辖区内的海军工厂、船坞、学校及其他附属机构的日常活动

1920年代至抗日战争，设有：
- 马尾要港司令部
  - 闽口要塞炮兵总台
    - 礼台炮台
    - 电光山炮台
    - 划鳅炮台
    - 烟台山炮台
    - 金牌山炮台
    - 北岸炮台
    - 崖石炮台
    - 鱼雷台
- 厦门要港司令部
  - 厦口要塞炮兵总台
    - 胡里山炮台
    - 磐石炮台
    - 白石炮台
    - 屿仔尾炮台
    - 青屿鱼雷台

抗日战争胜利后，1945年11月初在台湾左营增设台澎要港司令部，李世甲为台澎要港司令，下辖台北、基隆、马公3个办事处和马公造船所。1946年6月被撤销，代之以海军第三基地（台澎）司令部。1950年7月李连墀担任澎湖要港司令，后又任海军供应司令部司令。
抗日战争结束后，海军设立：
- 海军第一基地（上海）司令部
- 海军第二基地（青岛）司令部
- 海军第三基地（台澎）司令部
- 海军第四基地（榆林）司令部